# Pikku-Tylönen
Pikku-Tylönen och Iso-Tylönen är sjöar i Finland. De ligger i kommunen S:t Michel i landskapet Södra Savolax, i den södra delen av landet, 240 km nordost om huvudstaden Helsingfors. Pikku-Tylönen ligger 107 meter över havet. Arean är 60,4 hektar och strandlinjen är 5,62 kilometer lång. Sjön  ingår i Vuoksens huvudavrinningsområde.   De ligger vid sjön Hepojärvi.